# 크라우디드 하우스
크라우디드 하우스(Crowded House)는 오스트레일리아의 록 밴드이다.

## 음반 목록

### 정규
- 《Crowded House》 (1986)
- 《Temple of Low Men》 (1988)
- 《Woodface》 (1991)
- 《Together Alone》 (1993)
- 《Time on Earth》 (2007)
- 《Intriguer》 (2010)

## 같이 보기
- 멘 앳 워크